# Flavie Flament
Pour les articles homonymes, voir Flament et Lecanu.
Flavie Flament, née Flavie Lecanu le 2 juillet 1974 à Valognes (Manche), est une animatrice de télévision et de radio française.
Elle est également l'autrice de plusieurs romans, dont le second, La Consolation, de nature clairement autobiographique, retrace les circonstances dans lesquelles, âgée de treize ans, elle aurait été violée par un célèbre photographe. Elle milite depuis lors pour l'allongement du délai de prescription des crimes sexuels commis sur des mineurs.

## Biographie

### Jeunesse et formation
Flavie Lecanu est l'aînée des trois enfants de Jean-Paul Lecanu, footballeur professionnel du Stade Malherbe Caen entre 1970 et 1974 puis agent de la SNCF, et de Catherine Luce, qui sera plus tard employée à l'Aide sociale à l'enfance. Son grand-père maternel, Roger Luce (1909-2009), qui élève des trotteurs, jouera un rôle important dans sa vie affective.
Son parcours scolaire la conduit de l'école publique à l'Institut catholique Saint-Lô à Agneaux et au lycée Henri-Cornat à Valognes, où un professeur de lettres, Mme Bouteiller, « lui fait découvrir la littérature, les poètes et la poésie ». Elle souhaite alors "devenir écrivain". Ayant été reçue au baccalauréat en 1991, elle poursuit des études littéraires à l'université de Caen et obtient, en 1994, un DEUG de langues étrangères appliquées (LEA),.
À l'été 1987, alors qu'elle vient d'avoir 13 ans et séjourne avec sa mère, son oncle et sa cousine dans le village naturiste du Cap d'Agde, elle est amenée à poser de façon régulière pour le photographe David Hamilton, alors au sommet de sa célébrité. Quelques mois plus tard, elle est candidate pour la région Normandie au concours de beauté annuel organisé par le magazine OK!. Le 19 juin 1988, elle est élue « Miss OK! », dans le cadre de l'émission L'Élection de Miss OK! 88, animée par Jean-Luc Delarue sur la chaîne M6.
Un portrait de la séance photo avec Hamilton en 1987 a joué un rôle important dans son élection à Miss OK! 1988. La photo a été imprimée dans le numéro 640 du magazine OK Âge tendre, qui présentait les 252 candidats pour l'élection. La même photo figure sur la couverture du deuxième roman de Flavie Flament, La Consolation, paru en 2016.
En 1989, elle explique dans le numéro 690 du magazine OK qu'elle a découvert sa photo le cœur battant. En juin 1988, une journaliste d’OK visite sa chambre. « Au mur j'ai accroché des tas de posters avec des photos de David Hamilton. Et bien sûr j'ai mis en évidence tout ce qui me rappelle l'élection », indique la jeune fille dans le numéro 656 d'OK. Avec ses amis de Portbail, elle formait « une sacrée bande ». Dans ce même numéro, elle raconte qu'elle est très complice avec son grand-père. Toujours en 1988, le magazine OK décrit la famille Lecanu comme étant très unie.
En 2014, à l'occasion de la mort de son père, elle revient sur ses années d'enfance et évoque « une vie saine et incroyablement heureuse »,; deux ans plus tard, en septembre 2016, elle parle de son enfance violée,.

### Animatrice de télévision
En 1989, âgée de 15 ans, Flavie Lecanu fait ses débuts à la télévision en présentant aux côtés de Laurent Boyer l'émission musicale Boulevard des clips diffusée sur M6. Mais c'est en 1993 que la jeune femme (devenue entre-temps Flavie Flament en épousant Bernard Flament, réalisateur d'émissions de variétés,) entame une véritable carrière dans l'audiovisuel : elle est alors assistante de production pour l’émission Frou-Frou, produite par Thierry Ardisson et présentée par Christine Bravo sur France 2. Elle est ensuite chargée de production pour l’émission de jeu Ça déméninge !, produite par Philippe Alfonsi et diffusée sur la Cinquième.
En 1996, elle fait des apparitions dans Cyber Flash, programme court de Canal+ consacré au multimédia. En 1998, elle présente sur la même chaîne la chronique météorologique, puis collabore à l'émission Un autre journal avec Philippe Gildas. En octobre 1999, elle rejoint M6, où elle anime Unisexe et Toutes les télés.
En août 2000, elle se fait connaître d'un plus large public, en présentant sur TF1, aux côtés de Frédéric Joly, le magazine quotidien Exclusif, consacré à l'actualité des vedettes du show business. De février 2001 à avril 2004, elle anime en première partie de soirée l'émission Stars à domicile. Elle anime également des soirées événementielles et des émissions spéciales comme Domino Day, L'Homme le plus drôle de l'année, Les 500 Choristes ensemble, Tube d'un jour, Sagas ou Vis ma Vie. Le 16 mars 2002, elle coprésente le Rendez-vous des stars au parc Walt Disney Studios avec Nikos Aliagas, à l'occasion de l'inauguration du parc.
En septembre 2002, Flavie Flament — qui a conservé le nom de son premier mari après leur divorce — épouse l'animateur Benjamin Castaldi qu'elle a rencontré en décembre 2000 sur le plateau de l'émission Les P'tits Princes, diffusée en direct sur TF1. Elle déclare par la suite : « Le jour de notre rencontre, je suis venue à la vie une deuxième fois. Avant, c'était 27 années d'errance. ». Ils auront un fils, Enzo, né en 2004, et se sépareront en décembre 2006. Le divorce sera prononcé le 4 juillet 2008.
En 2006, à la suite d'une plainte déposée contre eux par l'animatrice pour des atteintes à sa vie privée, plusieurs titres de la presse à sensation sont condamnés à lui verser des dédommagements dont le montant total s'élève à 78 500 euros.[source insuffisante]
Pendant quelques semaines de mars et avril 2008, elle présente chaque jour sur TF1 à 12 h 50, un programme court d'une durée d'une minute trente, intitulé Leçon de style et où il est question des tendances de la mode. Le programme est parrainé par la chaîne de magasins de vêtements C&A, dont Flavie Flament est l'ambassadrice. À partir du 3 juillet 2009, elle anime sur TF1 une nouvelle émission de téléréalité estivale, Love and Bluff : Qui de nous 3 ?, qui est diffusée le vendredi soir après Secret Story.
Le 5 janvier 2009, Roger Luce, son grand-père maternel, meurt à l'âge de 99 ans. S'ouvre alors pour elle une période de grave dépression qui la conduira dans les mois suivants à entamer une psychothérapie avec le docteur David Gourion. Elle écrira dans La Consolation : « Ça a commencé fort […] Alerté par le fait que de mon passé il ne me reste que quelques souvenirs flous, […] il m'a demandé de venir avec mes albums photo d'enfance. […] Ainsi peut-être trouverons-nous le moyen de me reconnecter à cet avant qui un jour s'est évanoui… Il me parle de la « mémoire traumatique », celle où vont se cacher les souvenirs, lorsque notre survie psychique est en danger… »
Le 22 janvier suivant, un internaute publie sur sa page personnelle du site contributif Le Post, qui appartient au journal Le Monde, un billet faisant état d'une rumeur selon laquelle Flavie Flament serait morte, rumeur démentie quelques heures plus tard. Ayant attaqué le site en justice, l'animatrice sera déboutée en première instance par le tribunal de Nanterre, mais se verra donner raison le 6 janvier 2011 par la cour d'appel de Versailles, qui condamnera le site à lui verser un dédommagement de 12 000 euros,,.
Le 30 novembre 2009, après avoir présenté 24 formats différents de programmes sur TF1, Flavie Flament annonce son départ de la chaîne : « C'est une séparation qui se fait d'un commun accord. C'est comme un couple qui se sépare parce qu'il ne se comprend plus […] Je ne suis pas malheureuse et je ne suis absolument pas en dépression. Mais j'ai envie d'aller au bout de mes idées et de mes envies ». Certains commentateurs croient pouvoir affirmer qu'elle part après avoir refusé de présenter le nouveau magazine littéraire que TF1 s'apprêtait à lancer, sous le titre Le Sexe dans tous ses états.
À la suite son départ de TF1, elle n'apparaît plus à la télévision sauf quand elle y est invitée. Elle confiera plus tard aux auteurs du livre TF1. Coulisses, secrets, guerres internes que pendant les années où elle a travaillé en exclusivité pour TF1 son contrat lui assurait, même quand elle ne travaillait pas, un revenu annuel de quelque 500 000 euros,.
Cependant, en 2010, elle arrive sur la chaîne Jimmy qui appartient au groupe Canal+ et anime deux émissions : Les rois de la casse, un magazine de documentaires hebdomadaire, et L'œil de Jimmy, magazine de 90 minutes diffusé en première partie de soirée,. Elle poursuit également sa carrière à la radio sur RTL.
Neuf ans plus tard, en 2019, elle revient à l’animation à la télévision sur M6 avec L'Atelier, une émission sur les artisans. La chaîne déclare que cette émission sera « un antidote à la culture du jetable » et Flavie Flament résume le contenu de cette émission : « Ce qui nous intéresse ce sont les objets, le temps qui passe et les souvenirs. »
Le 4 juillet 2024, on apprend qu'elle remplacera Marie Portolano dans Télématin dès la rentrée de septembre.

### Animatrice de radio
De fin août 2010 à fin août 2011, Flavie Flament anime pour la première fois une émission de radio sur la station RTL, de 15 h à 16 h : Tout le plaisir est pour nous, un magazine culturel de divertissement.
De fin août 2011 au 2 juillet 2021, elle anime, toujours sur RTL, de 15 h à 16 h On est fait pour s'entendre, une émission interactive sur des sujets de société qu'elle aborde avec l'aide d'experts invités.
De septembre 2018 à juillet 2023, elle présente chaque samedi de 9h15 à 10h00, Nous voilà bien, une émission consacrée à la santé et au bien-être. À la rentrée 2023, l’émission se renomme Ça va beaucoup mieux et elle la co-présente avec le docteur Jimmy Mohamed. 
Depuis le 23 août 2021, elle anime, toujours sur RTL, l'émission Jour J de 20 h à 21 h. Son émission s'arrête en fin de saison 2024, son créneau est repris par Faustine Bollaert. Elle continue, cependant, d’être à l’antenne, avec son émission santé, tous les samedis matin.

### Autrice
En juin 2011, Flavie Flament publie un roman intitulé Les Chardons, qu'elle dédie à son grand-père Roger Luce, à son père (Jean-Paul Lecanu), à ses fils Antoine et Enzo, et à Pierre, l'homme dont elle partage alors la vie.
En 2015, elle publie un conte pour enfants intitulé Lulu la mouette, illustré par Pascal Lemaître, qu'elle a écrit pour son fils Enzo quand il avait cinq ans.

## La Consolationet l'affaire David Hamilton
En octobre 2016, Flavie Flament publie un deuxième roman, intitulé La Consolation et dédié « à tous ces enfants réduits au silence, à qui la mémoire et la parole sont revenues trop tard, à tous ces enfants qu'il est encore temps de consoler ». La couverture reproduit une photo de la jeune Flavie Lecanu prise au cours de l'été 1987 par David Hamilton.
De nature clairement autobiographique, encore qu'aucun des principaux protagonistes (les parents, les grands-parents, les frères, les amis, le photographe, le psychiatre) ne soit nommé, le récit fait alterner des chapitres écrits à la première personne et non titrés, dans lesquels la narratrice évoque sa dépression et les premiers mois de sa psychothérapie, et d'autres chapitres, plus nombreux, imprimés dans un caractère différent, portant chacun un titre et presque tous écrits à la troisième personne, dans lesquels sont évoqués quelques moments forts de la vie de « Poupette » (le petit nom que son grand-père donnait à Flavie Flament enfant), dont le séjour au Cap d'Agde et le drame qui s'y serait produit.
Elle raconte en effet la manière dont, à l'âge de treize ans, elle aurait été violée par un photographe « connu et reconnu de tous », qu'elle s'abstient de nommer, les faits étant prescrits. Elle reproche également à sa mère qui, selon elle, aurait vécu par procuration les succès de sa fille, de n'avoir pas su déceler ces abus, « aveuglée par la promesse d'un Polaroïd de sa fille signé de la main de ce grand nom ». Elle dit n'avoir retrouvé le souvenir de ce viol qu'en 2009, au cours d'une séance de psychothérapie, ce qu'elle explique par « l'amnésie traumatique, une action magique du cerveau pour effacer ce qui met en péril la vie psychique  ».
Dès le 22 octobre, Flavie Flament est invitée pour parler de son livre dans l'émission Salut les Terriens !, présentée par Thierry Ardisson. L'animateur prononce alors le nom du violeur présumé, qui sera bipé lors de la diffusion. Dans les jours qui suivent, le nom de David Hamilton est cité par plusieurs médias et circule sur les réseaux sociaux,.
Interviewée quelques jours plus tôt par Closer, Catherine Lecanu, mère de Flavie Flament, déclare : « J'espère que ma fille trouvera le bon médecin, qui lui donnera le bon traitement. Ma famille et mes amis pensent tous la même chose,,. ». Olivier Lecanu, frère de Flavie Flament, accuse quant à lui sa sœur d'entremêler « des faits réels et des passages complètement romancés » et affirme qu'elle lui aurait dit qu'elle voulait, par ce livre, s'en prendre à leur mère.
Le 26 octobre, David Hamilton déclare à Sudinfo.be qu'il est victime d'« abominables diffamations » tirées d'une « œuvre de fiction » et relayées par des journalistes.
Le 9 novembre, Flavie Flament, invitée sur France 2, déclare qu'elle ne sera désormais plus « la seule à avoir vécu ces abus, ce viol, de ce photographe ». Selon elle, elles sont « plusieurs femmes » à s'exprimer, « à se retrouver dans la même histoire » et à monter un collectif afin d'étudier les recours. Pour certaines d'entre elles, « il est possible que les faits ne soient pas prescrits ».
Le 17 novembre, L'Obs publie les témoignages anonymes de trois femmes qui déclarent avoir été elles aussi violées par David Hamilton pendant leur adolescence et dans des situations similaires. Le lendemain, l'hebdomadaire publie sur son site un entretien avec Flavie Flament, dans lequel l'animatrice confirme que « l'homme qui [l']a violée lorsqu'[elle avait] treize ans est bien David Hamilton ».
Le 22 novembre, David Hamilton réagit par un communiqué à l'AFP, dans lequel il proteste à nouveau de son innocence. Évoquant un « lynchage médiatique », il annonce son intention de déposer « plusieurs plaintes ».
Le lendemain, Laurence Rossignol, ministre des Familles, de l'Enfance et des Droits des femmes, présente sur RTL son nouveau plan d'action contre les violences faites aux femmes. Elle annonce qu'elle a confié à Flavie Flament, en tant que « victime et experte », une « mission de consensus » sur l'éventuel allongement du délai de prescription des viols commis sur des mineurs. L'animatrice travaillera en relation avec un juriste pénaliste afin de « mettre en présence les différentes positions, comprendre, et faire avancer la question de l’allongement, ou pas, de la durée de prescription. » Dans son rapport remis en avril 2017, la mission proposera d'allonger ce délai de 20 à 30 ans.
Deux jours plus tard, le 25 novembre au soir, David Hamilton est retrouvé mort dans son appartement parisien. L'enquête conclut à un probable suicide. Dans un message transmis à l'AFP, Flavie Flament se dit « dévastée » et ajoute : « Par sa lâcheté il nous condamne à nouveau au silence et à l'incapacité de le voir condamné. » Elle reviendra sur ce moment dans la préface de l'édition de poche de La Consolation : « Dans son ultime et pitoyable révérence aux allures d'aveu, David Hamilton a emporté tous ses secrets dans sa tombe. […] Avec sa mort il nous a échappé encore une fois : toute possibilité d'action judiciaire est désormais éteinte. […] Le lâche a préféré la fuite et voulu faire peser le doute sur notre parole. Mais c'est trop tard. ».
La Consolation est adaptée sous forme d'un téléfilm du même titre, co-scénarisé par Flavie Flament et réalisé par Magaly Richard-Serrano. Ce téléfilm est diffusé pour la première fois sur France 3 le 7 novembre 2017. Flavie Flament y est incarnée par Émilie Dequenne à l'âge adulte et Lou Gable à l'adolescence

### Débat sur l'amnésie post-traumatique
Sans se prononcer sur la réalité du viol subi par Flavie Flament, Brigitte Axelrad, connue pour ses études sur les « faux souvenirs », argue dans la revue Science et pseudo-sciences de janvier 2017, que la théorie mise en avant par l'animatrice dans son roman, selon laquelle le souvenir d'un tel événement peut disparaître du fait de la violence de celui-ci pour remonter par introspection ou cure thérapeutique, n'est pas fondée scientifiquement. Les travaux d'autres chercheurs semblent au contraire attester aussi bien des phénomènes d'amnésie post-traumatique, que de remémoration ultérieure. Et si une méta-analyse parue en 2012 tirait des conclusions favorables quant à l'existence de la mémoire traumatique, des chercheurs en psychologie spécialisés dans le fonctionnement de la mémoire jugent en 2014 que les auteurs de la méta-analyse ont répété les erreurs commises par beaucoup de défenseurs de ce phénomène et ils émettent de sérieux doutes sur la fiabilité de ces conclusions.

## Publications
- Les Chardons, roman, Paris, Le Cherche Midi, juin 2011, 196 p. (ISBN 978-2-7491-1717-1)
- Avec Pascal Lemaître, Lulu la mouette, Paris, Mango-Jeunesse, 2015, 40 p. (ISBN 978-2-7404-3208-2)
- La Consolation, roman, Paris, JC Lattès, octobre 2016, 256 p. (ISBN 978-2-7096-4694-9). Réédition avec une préface inédite, édition non censurée, Paris, Librairie générale française, collection « Le Livre de poche », juin 2017  (ISBN 978-2-253-18006-7), et «Édition 3 » et « Le Livre de poche », octobre 2017.
- L'Étreinte, roman, Paris, JC Lattès, novembre 2020

## Émissions

### Radio
- 2010-2011 : animatrice de l'émission Tout le plaisir est pour nous sur RTL
- 2011-2021 : animatrice de l'émission On est fait pour s'entendre sur RTL
- 2018-2023 : animatrice de l'émission hebdomadaire Nous voilà bien sur RTL
- 2021-2024 : animatrice de l'émission Jour J sur RTL
- depuis 2023 : co-animatrice de l'émission Ça va beaucoup mieux sur RTL

### Télévision
- 1998 :  Météo (Canal +)
- 1999 : Toutes les télés (M6)
- 1999 : Unisexe (M6)
- 2000-2001 : Exclusif (TF1),  coprésentation avec Frédéric Joly
- 2000 : Le web fait son show (TF1)
- 2000 : Les P'tits Princes, coanimation avec Frédéric Joly, Billy, Benjamin Castaldi, Sophie Thalmann et Carole Rousseau (TF1)
- 2000 : Sur la terre des dinosaures, émission spéciale (TF1)
- 2001-2004 : Tubes d'un jour, tubes de toujours (TF1)
- 2001-2004 et 2022 : Stars à domicile (TF1)
- 2002 : Tous ensemble, coprésentation avec Jean-Pierre Pernaut, en juin pendant la Coupe du monde de football 2002 (TF1)
- 2002 : Rendez-vous des Stars aux Walt Disney avec Nikos Aliagas (TF1)
- 2002 : Dalida, 15 ans déjà (TF1)
- 2003 : Nice People, coprésentation avec Arthur, du 26 avril au 5 juillet (TF1)
- 2001-2005 : La Soirée spéciale (TF1)
- 2001-2002 et 2004-2005 : Domino Day, coprésentation avec Denis Brogniart et Dave (TF1)
- 2006-2007 : Vis ma vie (TF1)
- 2004-2007 : Sagas (TF1)
- 2004-2008 : La Chanson de l'année (TF1)
- 2004-2009 : Les Disques d'or (TF1)
- 2004 : Bon anniversaire Charles ! (à l'occasion des 80 ans de Charles Aznavour) (TF1), coprésentation avec Jean-Pierre Foucault
- 2004 : Spéciale Claude François, coprésentation avec Jean-Pierre Foucault (TF1)
- 2004 : Les 30 plus grands Walt Disney avec Jean-Pierre Foucault (TF1)
- 2005 et 2008 : Le Hit des séries sur Série Club (avec Benjamin Castaldi en 2005)
- 2005-2007 : Podium : l'émission des 40 ans de variétés (TF1)
- 2005-2009 : Les 500 Choristes ensemble (TF1)
- 2005-2006 : L'Homme le plus drôle de l'année (TF1)
- 2005-2009 : Médical détectives, série documentaire  (TF6)
- 2006 : Balavoine, 20 ans déjà, coprésentation avec Jean-Pierre Foucault (TF1)
- 2006 : Les 40 couples stars qui font rêver les Français ; Les 40 couples stars qui ont marqué les Français, coprésentation avec Benjamin Castaldi (TF1)
- 2006 : Le grand show de la glace, avec Philippe Candeloro (TF1)
- 2007 : La Môme Piaf, coprésentation avec Jean-Pierre Foucault (TF1)
- 2007-2009 : Toute la musique qu'on aime, repris par Nikos Aliagas depuis 2009 (TF1)
- 2008 : Générations... (Génération Cloclo, Génération Disco, Génération Duos) (TF1)
- 2008 : Leçon de style (TF1)
- 2008 : Murder (TF6)
- 2009 : Rendez-vous avec mon idole (TF1)
- 2009 : Love and Bluff : Qui de nous trois ? (TF1)
- 2010 : Les Rois du casse (Jimmy)
- 2010 : L’Œil de Jimmy (Jimmy)
- 2013 : Crimes sur Internet (13e rue)
- 2019 : L'Atelier (M6)
- 2020 : Apprendre à t'aimer : de la fiction à la réalité (M6)[67]
- 2022 : Pour te retrouver : de la fiction à la réalité (M6)
- 2022 : Stars à domicile : les 20 ans (TF1)
- 2023 : Écartez les jambes : enquête sur les violences gynécologiques (Téva)
- 2024 : Droit au cœur (M6)
- 2024-2025  : Télématin (France 2) avec Julien Arnaud
- Depuis 2025 : En France (France 3)

## Filmographie
Sauf indication contraire, les informations mentionnées dans cette section peuvent être confirmées par les bases de données cinématographiques IMDb et Allociné,  présentes dans la section « Liens externes ».

### Actrice
- 1993 : Le Miel et les Abeilles (série télévisée), saison 1, épisode Gueule d'amour : une admiratrice (non créditée)
- 2022 : Le Petit Nicolas : Tous en vacances (série d'animation) : la maman de Nicolas (voix originale)

### Scénariste
- 2023 : La Consolation (téléfilm) de Magaly Richard-Serrano - coscénariste, d'après son propre livre